# Житомирське науково-краєзнавче товариство дослідників Волині
Житомирське науково-краєзнавче товариство дослідників Волині «Велика Волинь» — діє
на правах обласного осередку Національної спілки краєзнавців України.
Об'єднує 248 дійсних і 20 почесних членів. Голова правління — український географ Костриця Микола Юхимович

## Діяльність
З ініціативи членів товариства було встановлено пам'ятні знаки:
- на честь відомих місцевих краєзнавців - С. Липка (у Любарі) і Г. Богуна  (у с. Бистрик Коростенського району),
- до 850-річчя Болохівської землі (Любар)
- на могилі древлянського князя Ігоря у с Немирівці поблизу Коростеня[1].

Товариство проводить науково-краєзнавчі конференції в Житомирі, Бердичеві, Новограді-Волинському, Коростені, Любарі, Малині та інших райцентрах області. 
Організація випускає краєзнавчу літературу,  для чого було створено спеціалізоване видавництво  «Волинь» яким керує заслужений журналіст України Георгій Мокрицький.
Разом з Житомирським обласним краєзнавчим музеєм заснувало Науковий збірник «Велика Волинь»: Праці Житомирського науково-краєзнавчого товариства дослідників Волині. Головний редактор: Костриця М. Ю.